# Farscape
Farscape es una serie de televisión australiana de ciencia ficción realizada por The Jim Henson Company y Hallmark Entertainment. Fue  emitida inicialmente por el canal estadounidense Sci Fi Channel, el cual cofinanció la serie. Irónicamente, a pesar de ser filmada en Australia, no se vio allí durante la primera temporada.
Originalmente concebida a principio de los 90 por Rockne S. O'Bannon, Brian Henson y el productor ejecutivo y escritor David Kemper bajo el título Space Chase, el protagonista principal de la serie es el astronauta estadounidense John Crichton (interpretado por Ben Browder). Crichton accidentalmente atraviesa un agujero de gusano hasta un lugar lejano de la galaxia, donde se ve inmerso en conflictos entre planetas, imperios y las personalidades incompatibles de los prisioneros fugados con los que se refugia.
Farscape es de una nueva generación de series de ciencia ficción televisiva en las que los problemas principales son sobrevivir en un universo hostil y caótico y las relaciones interpersonales en lugar de la exploración, la guerra o el mantenimiento de la ley.
Henson ha sido tradicionalmente un especialista en marionetas (por ejemplo The Muppets, Fraggle Rock y Cristal Oscuro) y Farscape también las incluye. Dos de los personajes principales son animatrónicos: el depuesto Dominante Rygel XVI de Hyneria (al que pone voz Jonathan Hardy) y el piloto de la nave (con la voz de Lani Tupu), una criatura del tamaño de un elefante y con múltiples brazos, unida mental y físicamente a Moya, la nave viva de la especie leviatán en la que viajan.
En 2000 y 2001 Farscape ganó dos premios Saturn por Mejor serie de televisión por cable/sindicada y Mejor Actor de televisión (Ben Browder). En 2002,  Farscape ganó dos premios de nuevo ambos premios y además fue nominada a Mejor Actriz (Claudia Black como la exsoldado Aeryn Sun) y Mejor Actriz de reparto (Gigi Edgley como Chiana). Farscape ya había terminado la producción de la cuarta temporada, con una quinta temporada contratada, cuando fue cancelada abruptamente, terminando la serie con un continuará.

## Cancelación y renacimiento
En septiembre de 2002, Sci Fi Channel, que era parte del conglomerado Vivendi, inesperadamente optó por retirar su aportación a la quinta temporada, cancelando la serie, popular y aclamada por la crítica. Los seguidores montaron una campaña masiva con cartas, llamadas por teléfono, mensajes por correo electrónico y anuncios esperando presionar a Sci-Fi para que continuara con la serie o para que otra cadena comprara los derechos y siguiera con la misma.
Los planes iniciales de eliminar los decorados después de finalizar la producción de la cuarta temporada fueron rápidamente detenidos al ser paralizada la cancelación, parcialmente como resultado de la campaña de los seguidores de la serie. En lugar de ello, los decorados fueron guardados en espera de una posible continuación de la serie.
En 2003 / 2004 la Jim Henson Company produjo una miniserie para cerrar las líneas que quedaron abiertas por la cancelación de la serie. La miniserie de tres horas Farscape: The Peacekeeper Wars fue emitida por SciFi Channel en octubre de 2004.

## Reparto

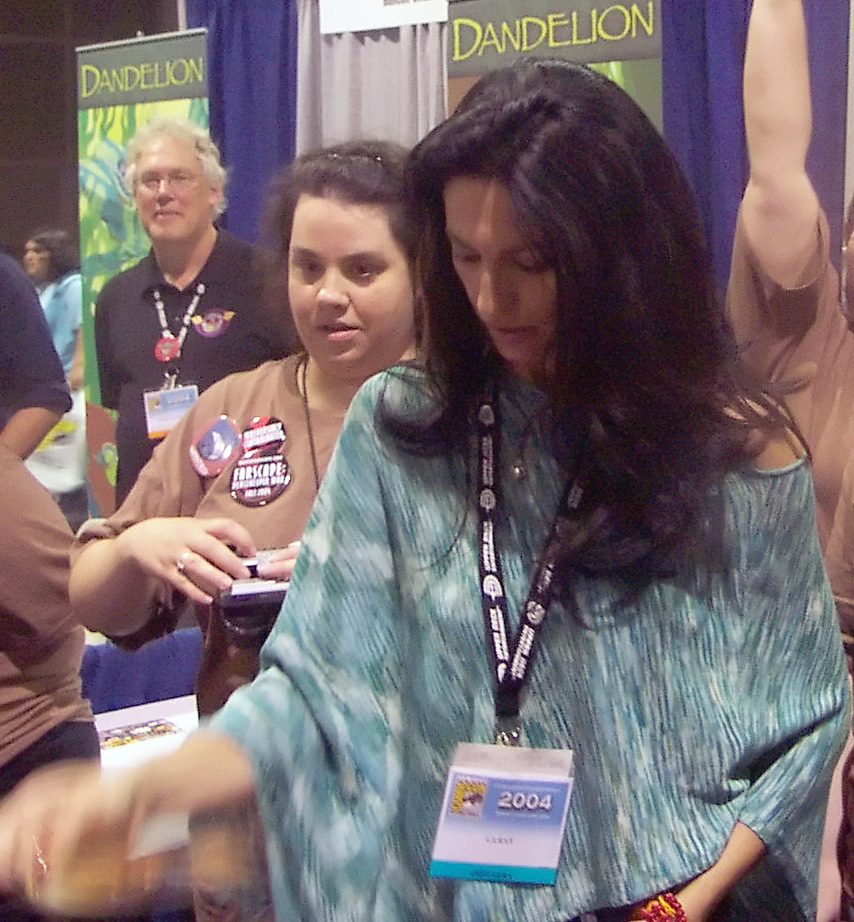
Claudia Black en la Convención Internacional de Cómics de San Diego 2004.

### Actores principales
- Comandante John Robert Crichton, Jr.: Ben Browder
- Oficial Aeryn Sun: Claudia Black
- Ka D'Argo: Anthony Simcoe
- Pa'u Zotoh Zhaan: Virginia Hey (1.ª, 2.ª y 3.ª temporadas)
- Dominador Rygel XVI: voz de Jonathan Hardy
- Chiana: Gigi Edgley
- Piloto: voz de Lani Tupu
- Capitán Bialar Crais: Lani Tupu (1.ª, 2.ª y 3.ª temporadas)
- Scorpius/"Harvey": Wayne Pygram
- Stark : Paul Goddard
- Joolushko 'Jool' Tunai Fenta Hovalis: Tammy MacIntosh (tercera y cuarta temporadas)
- Sikozu Svala Shanti Sugaysi Shanu: Raelee Hill (cuarta temporada)
- Utu-Noranti Pralatong: Melissa Jaffer (tercera y cuarta temporadas)

### Actores de reparto
- Meeklo Braca: David Franklin
- Jothee: Matthew Newton
- Jonathan Robert 'Jack' Crichton, Sr.: Kent McCord
- Mele-On Grayza: Rebecca Riggs

### Artistas invitados recurrentes
- D.K.: Murray Bartlett
- Furlow: Magda Szubanski
- Xhalax Sun: Linda Cropper
- Ministra de la guerra Akhna: Francesca Buller
- Emperador Staleek: Duncan Young